# Gundeby
Gundeby (dansk) eller Gunneby (tysk) er en landsby beliggende ved Gundeby Nor nord for Slien i landskabet Angel i Sydslesvig, halvvejs mellem Kjus og Lindå tæt ved Dytnæs. Administrativ hører landsbyen under Ulsnæs kommune i Slesvig-Flensborg kreds i delstaten Slesvig-Holsten i det nordlige Tyskland, før 1. februar 1974 hørte Gundeby under Kjus kommune. I den danske tid (og stadig i kirkelig henseende) hørte landsbyen under Ulsnæs Sogn (Slis Herred) i Hertugdømmet Slesvig, som var dansk lensområde.
Gundeby blev første gang nævnt i 1352. Stednavnet henviser til personnavnet Gunne. Området ned ved Slien kaldes for Dalager (Dallacker). Landsbyen hørte efter 1527 under Lindå gods. Med ophævelsen af stavnsbåndet / livsegenskabet i 1783 kom Gundeby med 5 gårde og 12 kådnersted (husmandssted) igen under Slis Herred. Samme år blev landsbyens første skole indviet. I 1930 blev der etableret et frivilligt brandværn.
Både den danske journalist og politiker Gustav Johannsen (1840-1901) og den slesvigske maler Heinrich Hinrichsen (1832-1925) er født i Gundeby.